# Nicolas Isouard
Nicolas Isouard o Nicolò Isouard (Porto Salvo, La Valeta, Malta, 16 de maig de 1773 - París, 23 de març de 1818) fou un compositor maltès.
Fill d'un banquer, estudià música contra la voluntat del seu pare, que volia dedicar-lo a la seva mateixa professió. Ensems que era empleat de Banca, prenia lliçons d'G. Amendola, N. Sala, Guglielmi, i el 1795, després d'haver estrenat l'òpera L'avviso ai maritati, abandonà definitivament els negocis. Després estrenà Artaserse fou nomenat organista de l'església de Sant Joan de Jerusalem, de La Valetta, i més tard mestre de capella de l'Orde de Malta. Suprimida aquesta Orde, el 1799 passà a París, on trobà un protector en Kreutzer, i el mateix Kreutzer li estrenà en l'Òpera Còmica Le tonneliere, que fou seguida d'altres moltes, entre elles L'intrigue au sérail, Le billet de loterie, Cendrillon, etc..totes elles dedicades i estrenades per la soprano llavors de moda Cécile Duret. Entre els seus alumnes en la capital francesa si comptava Gustavo Carulli.